# Phân tích chế độ lỗi và hiệu ứng
Phân tích chế độ lỗi và hiệu ứng (Failure mode and effects analysis -  FMEA) là quá trình xem xét càng nhiều thành phần, tổ hợp và hệ thống con càng tốt để xác định các chế độ lỗi tiềm năng trong hệ thống và nguyên nhân và hậu quả của chúng. Đối với mỗi thành phần, các chế độ lỗi và hiệu ứng kết quả của chúng trên phần còn lại của hệ thống được ghi lại trong một bảng tính FMEA cụ thể. Có rất nhiều biến thể của bảng tính như vậy. FMEA có thể là một phân tích định tính, nhưng có thể được đặt trên cơ sở định lượng khi các mô hình tỷ lệ lỗi toán học  được kết hợp với cơ sở dữ liệu tỷ lệ chế độ lỗi được thống kê. Đó là một trong những kỹ thuật có hệ thống, có cấu trúc cao đầu tiên để phân tích lỗi. Nó được phát triển bởi các kỹ sư chuyên về độ tin cậy vào cuối những năm 1950 để nghiên cứu các vấn đề có thể phát sinh từ sự cố của các hệ thống quân sự. FMEA thường là bước đầu tiên của nghiên cứu độ tin cậy của hệ thống.
Một số loại phân tích FMEA khác nhau tồn tại, chẳng hạn như:
- Chức năng
- Thiết kế
- Quá trình

Đôi khi FMEA được mở rộng thành FMECA (chế độ lỗi, hiệu ứng và phân tích mức độ quan trọng) để chỉ ra rằng phân tích mức độ quan trọng cũng được thực hiện.
FMEA là một điểm duy nhất của lý luận quy nạp (logic chuyển tiếp) phân tích lỗi và là một nhiệm vụ cốt lõi trong kỹ thuật tin cậy, kỹ thuật an toàn và kỹ thuật chất lượng.
Hoạt động FMEA thành công giúp xác định các chế độlỗi tiềm năng dựa trên kinh nghiệm với các sản phẩm và quy trình tương tự hoặc dựa trên cơ sở vật lý thông thường của logic lỗi. Nó được sử dụng rộng rãi trong các ngành công nghiệp phát triển và sản xuất trong các giai đoạn khác nhau của vòng đời sản phẩm. Phân tích hiệu ứng đề cập đến việc nghiên cứu hậu quả của những lỗi đó ở các cấp độ hệ thống khác nhau.
Các phân tích chức năng là cần thiết như một đầu vào để xác định các chế độ lỗi chính xác, ở tất cả các cấp hệ thống, cho cả FMEA chức năng hoặc FMEA phần (phần cứng). Một FMEA được sử dụng để cấu trúc Giảm thiểu rủi ro để giảm thiểu rủi ro dựa trên việc giảm mức độ nghiêm trọng của hiệu ứng (chế độ) hoặc dựa trên việc giảm xác suất lỗi hoặc cả hai. Về nguyên tắc, FMEA là một phân tích quy nạp (logic chuyển tiếp) đầy đủ, tuy nhiên xác suất lỗi chỉ có thể được ước tính hoặc giảm bằng cách hiểu cơ chế lỗi. Do đó, FMEA có thể bao gồm thông tin về các nguyên nhân gây ra lỗi (phân tích suy diễn) để giảm khả năng xảy ra bằng cách loại bỏ các nguyên nhân quyết định (gốc rễ).